# زیردریایی یو-۵۵۵
زیردریایی یو-۵۵۵ (به انگلیسی: German submarine U-555) یک زیردریایی بود که طول آن ۶۷٫۱ متر (۲۲۰ فوت ۲ اینچ) بود. این زیردریایی در سال ۱۹۴۰ ساخته شد.